# Malá noční hudba
Malá noční hudba je v češtině nejčastěji používaný název skladby Serenáda č.13 pro smyčcový kvartet a kontrabas v G dur od W. A. Mozarta z roku 1787, K. 525 . Název vzešel z poznámky Eine kleine Nachtmusik, která znamená „Malá serenáda“, ve skladatelově vlastním katalogu prací.

## Historie
Malá noční hudba byla dokončena ve Vídni dne 10. srpna 1787 , v době, kdy Mozart pracoval na druhém dějství své opery Don Giovanni. Bližší okolnosti jejího vzniku nejsou známy, ale je možné, že vznikla na objednávku k nějaké zvláštní příležitosti, podobně jako většina Mozartových serenád.
Tiskem ji vydal až okolo roku 1827 Johann André ve městě Offenbach am Main. Vydavatel se k ní dostal přes vdovu Constanze, která mu skladbu prodala roku 1799, necelých osm let po smrti manžela, jako součást většího souboru jeho hudebních děl.
V současné době je Malá noční hudba jednou z nejpopulárnějších Mozartových skladeb, je možno ji slyšet po celém světě na četných koncertech i nahrávkách.

## Věty
Skladba má 4 části:
1. Allegro
2. Romanze: Andante
3. Menuetto: Allegretto
4. Rondo: Allegro

Serenáda je známa hlavně kvůli své první větě.